# Ryjewo (gmina)
Ryjewo – gmina wiejska w województwie pomorskim, w powiecie kwidzyńskim. W latach 1975–1998 gmina zlokalizowana była w województwie elbląskim. Siedzibą gminy jest Ryjewo.
W skład gminy wchodzi 12 sołectw: Barcice, Benowo, Borowy Młyn, Jałowiec, Jarzębina, Mątowskie Pastwiska, Pułkowice, Rudniki, Ryjewo, Straszewo, Trzciano, Watkowice.
Według danych z 30 czerwca 2016 gminę zamieszkiwało 5984 osób.

## Struktura powierzchni
Według danych z 2002 r. gmina Ryjewo ma obszar 103,28 km², w tym:
- użytki rolne: 63%
- użytki leśne: 26%

Gmina stanowi 12,37% powierzchni powiatu.

## Demografia
Dane z 30 czerwca 2004:
| Opis                              | Ogółem | Ogółem | Kobiety | Kobiety | Mężczyźni | Mężczyźni |
| --------------------------------- | ------ | ------ | ------- | ------- | --------- | --------- |
| jednostka                         | osób   | %      | osób    | %       | osób      | %         |
| populacja                         | 5755   | 100    | 2751    | 47,8    | 3004      | 52,2      |
| gęstość zaludnienia (mieszk./km²) | 55,7   | 55,7   | 26,6    | 26,6    | 29,1      | 29,1      |

- Piramida wieku mieszkańców gminy Ryjewo w 2014 r.[1]

## Sąsiednie gminy
Gniew, Kwidzyn, Mikołajki Pomorskie, Prabuty, Sztum